# In dubio pro reo
In dubio pro reo é uma expressão latina que significa literalmente na dúvida, a favor do réu. Expressa o princípio jurídico da presunção da inocência, que diz que em casos de dúvidas (por exemplo, insuficiência de provas) se favorecerá o réu.
O princípio in dubio pro reo, segundo René Ariel Dotti, aplica-se "sempre que se caracterizar uma situação de prova dúbia, pois a dúvida em relação à existência ou não de determinado fato deve ser resolvida em favor do imputado".
Ressalte-se, ainda, que a dúvida existente acerca da autoria de um delito não está nas provas até então produzidas, mas na própria mente daquele que as analisa; a dúvida não é a causa/motivo de se absolver o réu, mas, ao contrário, é a falta elementos de convicção que demonstrem ligação do acusado com o fato delituoso é que geram, no julgador, a dúvida acerca do nexo entre materialidade e autoria. Prova não pode ser dúbia, mas a conclusão acerca de um fato apurado é que gera dúvida no raciocínio do que julga.
Desta forma, é alheio ao campo substantivo, pertencendo ao direito processual, que surgiu para cotejar as injustiças oriundas da condenação de um acusado, ainda quando não haveria provas cabais de autoria e materialidade do fato.